# Annie Bruin
Anna Annie Martha Elizabeth Bruin (* 24. September 1879 in Zaandijk; † 24. Juni 1961 in Blaricum) war eine niederländische Malerin und Zeichnerin.

## Leben und Werk
Annie Bruin wurde am 24. September 1879 in Zaandijk geboren. Sie wurde an der Rijksnormaalschool voor Teekenonderwijzers ausgebildet. Ihre Lehrer waren Jan Derk Huibers und Johannes Leendert Vleming. Bruin war Mitglied der Künstlervereinigung Vereeniging van Beeldende Kunstenaars Laren-Blaricum.
Annie Bruin starb am 24. Juni 1961 in Blaricum.

## Ausstellungen
- 1919: Het Nationaal Zeemansfonds
- 1926: Werken door leden der Vereniging v. Beeldende Kunstenaars Laren-Blaricum
- 1930: zomertentoonstelling: werken van leden
- 1939: Onze kunst van heden
- 1943: Vereniging v. B.K. Laren Blaricum